# 1698 az irodalomban
Az 1698. év az irodalomban.

## Új művek
- Giovanni Mario Crescimbeni: Istoria della volgar poesia (Az olasz költészet története); az első jelentős nemzeti irodalomtörténet.[1]

## Születések
- január 3. – Pietro Metastasio olasz költő, színműíró, híres librettista (opera-szövegkönyv író) († 1782)
- július 19. – Johann Jakob Bodmer svájci-német költő, kritikus, filológus († 1783)